# Afroneta picta
Afroneta picta é uma espécie de aranhas da família Linyphiidae encontradas no Congo. Foi descrita pela primeira vez em 1968.